# BEA Systems
BEA Systems, Inc. war ein 1995 gegründetes US-amerikanisches Softwareunternehmen mit Sitz in San José (Kalifornien), das 2008 von Oracle übernommen wurde.
Seit 1995 war BEA Systems ein weltweiter Anbieter von Infrastruktur-Software. Der Unternehmensname entstand aus den Anfangsbuchstaben der Vornamen der BEA-Gründer Bill Coleman, Ed Scott und Alfred Chuang. Alfred Chuang war Chairman und CEO. BEA erzielte einen jährlichen Umsatz von über einer Milliarde US-Dollar, unterhielt 77 Büros in 37 Ländern und beschäftigte weltweit mehr als 4.000 Mitarbeiter. BEA war mehr als 25 Geschäftsquartale in Folge profitabel und hatte 15.000 Kunden.
Am 12. Oktober 2007 hat der Softwarekonzern Oracle ein Übernahmeangebot in Höhe von 6,66 Mrd. US-Dollar gemacht. Das Angebot von 17 Dollar je BEA-Aktie lag um 21 Prozent über dem Schlusskurs vom Vortag der Bekanntgabe. Am 16. Januar 2008 stimmte BEA der Übernahme durch Oracle für 8,5 Mrd. US-Dollar zu. Am 29. April 2008 wurde die Übernahme von BEA durch Oracle vollzogen.

## Produkte
Die Lösungen von BEA Systems umfassten unter anderem den Applikationsserver BEA WebLogic Server, den Transaktionsmonitor Tuxedo, die Java Virtual Machine JRockit und die Produktfamilie BEA AquaLogic.
Der Applikationsserver BEA WebLogic Server und der Transaktionsmonitor BEA Tuxedo halfen bei der schnellen Entwicklung und Implementierung von Anwendungsprogrammen und der Durchführung und Abrechnung von Transaktionen. BEA bot eine Plattform unter Verwendung von Technologien und Standards wie Enterprise JavaBeans, XML und CORBA.
BEA WebLogic SIP Server und BEA WebLogic Network Gatekeeper, beide Komponenten der BEA WebLogic Communications Platform, wurden für Telekommunikationsanbieter entwickelt.
BEA AquaLogic Produkte ermöglichten die Entwicklung und den Aufbau serviceorientierter Architekturen (SOA). Services aus unterschiedlichen Geschäftsbereichen wurden prozessorientiert miteinander verbundenen.
BEA AquaLogic stellte eine interoperable Infrastruktur und eine Reihe wiederverwendbarer Infrastruktur-Dienste für die Verwaltung von SOAs und für die Zusammenstellung von Verbundanwendungen zur Verfügung – ungeachtet der zugrunde liegenden Technologien. Die Produktfamilie machte Dienste, die auf einer beliebigen Plattform aufgebaut sind, wie Java Platform, Enterprise Edition 5, .NET, SAP, Oracle, Sybase oder IBM einsatzfähig, indem sie ein Verbindungsgerüst (Backbone) zwischen den Diensten herstellte und eine gemeinsame Service-Infrastruktur nutzte.
Damit konnten Experten für bestimmte Geschäftsprozesse Sicherheits- und Datenpolicies erstellen und Verbundanwendungen auf laufende Dienste konfigurieren, ohne dass neuer Code entwickelt werden musste.
AquaLogic enthielt einen Data Service Layer, einen Enterprise Service Bus, eine Prozessmanagement-Suite, ein Portal sowie weitere Softwarebausteine, mit denen einmal entwickelte Services innerhalb einer definierten Geschäftsumgebung wiederverwendet werden konnten. BEA ermöglichte die serviceorientierte Nutzung von Legacy-Anwendungen und löste Applikationsinseln in Fachabteilungen durch Integration auf.
Die virtuelle Maschine JRockit war nach Angaben des Herstellers voll kompatibel zur Java-VM von Sun Microsystems. Sie war speziell für den Serverbetrieb konzipiert worden. Nach Herstellerangaben hatte sie daher ein verbessertes Speichermanagement und lief angeblich stabiler.
In Europa hatte BEA ein schwedisches Forschungs- und Entwicklungszentrum betrieben. Das Technikerteam dort arbeitete eng mit R&D-Abteilungen auf der ganzen Welt zusammen. Die Aufgaben umfassten strategische Produktplanung, -entwicklung und -wartung sowie Qualitätssicherung und technische Dokumentation.
Oracle führt nach eigenen Angaben den Support für BEA-Produkte fort.